# Mesenopsis melanochlora
Mesenopsis melanochlora is een vlindersoort uit de familie van de prachtvlinders (Riodinidae), onderfamilie Riodininae.
Mesenopsis melanochlora werd in 1878 beschreven door Godman & Salvin.